# Tchemerivtsi
Tchemerivtsi (ukrainien : Чемерівці, russe : Чемеровцы) est une commune urbaine de l'oblast de Khmelnytskyï, en Ukraine. Elle compte 5 137 habitants en 2021.